# Illwerke vkw
Die illwerke vkw AG ist ein Energieversorgungs- und -dienstleistungsunternehmen im österreichischen Bundesland Vorarlberg mit Hauptsitz in Bregenz. Das Unternehmen entstand im Jahr 2019 aus dem Zusammenschluss der beiden Unternehmen Vorarlberger Kraftwerke und Vorarlberger Illwerke, die sich beide in Mehrheitseigentümerschaft des Landes Vorarlberg befanden. An der neu entstandenen gemeinsamen Aktiengesellschaft der beiden größten Energieversorger Vorarlbergs ist das Land Vorarlberg zu 95,5 % direkt und mit den weiteren 4,5 % indirekt beteiligt. Das Unternehmen betreibt große Wasserkraftwerke in ganz Vorarlberg, wobei insbesondere die Pumpspeicherkraftwerke im Silvretta-Gebiet zu den leistungsstarken Kraftwerksanlagen des Unternehmens gehören.

## Geschichte

### Vorgeschichte
Die heutige illwerke vkw AG geht auf zwei ältere Unternehmen zurück: die Vorarlberger Kraftwerke AG (VKW) mit dem Gründungsjahr 1901 und die Vorarlberger Illwerke AG (Illwerke), die 1924 entstanden ist.
Die Illwerke standen bis November 1995 im gemeinsamen Mehrheitseigentum der Republik Österreich (70,1618 %) und des Landes Vorarlberg (25,3382 %), ehe das Land dem Bund dessen Aktienpaket abkaufte und damit alleiniger Großaktionär der Gesellschaft wurde. Diese wiederum erwarb mit 8. November 2000 vom Land Vorarlberg dessen Anteil an der VKW und wurde dadurch neuer Hauptaktionär der VKW. Ab 2001 standen die beiden Aktiengesellschaften unter einer gemeinsamen personellen und organisatorischen Führung, wobei sie weiterhin rechtlich eigenständige Gesellschaften blieben.
Im Jahr 2013 zogen sich die VKW in weiterer Folge von der Börse zurück. 2017 waren aber noch mehr als 160.000 VKW-Aktien (1,8 % des Gesamtbestands) im Streubesitz von Privaten und Gemeinden. Diesen Kleinaktionären bot die VKW an, ihre Aktien zum Preis von 96,60 Euro je Aktie zurückzukaufen. Nachdem die verbliebenen VKW-Kleinaktionäre schließlich gesetzmäßig (gem. § 192 AktG) zwangsweise ausgezahlt worden waren, legten etwa 40 von diesen über den ihrer Ansicht nach zu geringen Abfindungsbetrag bei der Finanzmarktaufsicht Beschwerde ein. Ein gerichtliches Verfahren zur Klärung der Höhe der angemessenen Abfindungssumme beim Landesgericht Feldkirch endete im November 2021 mit dem Urteil, dass die illwerke vkw AG den ehemaligen VKW-Kleinaktionären jeweils 162,64 Euro pro Aktie sowie die zwischenzeitlich angefallenen Verzugszinsen auszuzahlen habe.

### Seit 2019: Fusion und weitere Entwicklung als illwerke vkw AG
Die vormals eigenständigen Energieversorgungs- und -erzeugungsunternehmen Vorarlberger Kraftwerke AG und Vorarlberger Illwerke AG wurden schließlich mit Beschlüssen ihrer jeweiligen Hauptversammlungen am 13. Juni 2019 zur neuen „illwerke vkw AG“ verschmolzen. Diese Fusionierung wurde mit der Eintragung ins Firmenbuch am 2. Juli 2019 rechtskräftig.
Im Jahr 2021 beteiligte sich die illwerke vkw an der Doma Solartechnik GmbH in Satteins, einem Tochterunternehmen der Ernst Schweizer AG. Dieses Joint Venture bietet unter dem Namen doma vkw Energietechnik GmbH (doma vkw) verschiedene Dienstleistungen im Bereich Photovoltaik an. Mit dem Kauf des Windparks Völkersen in Niedersachsen Ende 2021 und dessen Inbetriebnahme Anfang 2023 erfolgte der Einstieg in die Windenergie.
2022 wurden die Pläne für das geplante Pumpspeicherkraftwerk Lünerseewerk II in der Gemeinde Bürs öffentlich gemacht. Dieses soll bis 2036 mit Kosten in Höhe von rund 2,65 Milliarden Euro entstehen und das größte Pumpspeicherkraftwerk Österreichs werden. Der entstehende Strom soll an das baden-württembergische Energieversorgungsunternehmen EnBW Energie Baden-Württemberg im Zuge einer Zusammenarbeit bei der Speicher- und Regelenergie geliefert werden.
Im März 2024 kündigte die illwerke vkw AG an, bis 2040 rund neun Milliarden Euro in Versorgungssicherheit, den Ausbau von erneuerbaren Energieträgern und in das Glasfasernetz in Vorarlberg zu investieren. Für die verschiedenen Vorhaben sollen vor allem regionale Partner, etwa in der Baubranche, eingebunden werden, um die investierten Gelder innerhalb von Vorarlberg zu halten.

## Unternehmensstruktur
Die illwerke vkw AG steht zu 95,5 % im Eigentum des Landes Vorarlberg und zu 4,5 % im Eigentum der WEG Wertpapiererwerbsgesellschaft, einer Tochtergesellschaft des Landes Vorarlberg. Sowohl das Land Vorarlberg als auch die WEG Wertpapiererwerbsgesellschaft mbH erhalten als Aktionäre der illwerke vkw AG eine Dividende. Diese lag im Geschäftsjahr 2023 bei 75 Millionen Euro. Der Vorstand der illwerke vkw AG besteht aus drei Mitgliedern, der Aufsichtsrat aus 17 Mitgliedern (Stand 2025).
Neben dem Verwaltungshauptsitz in Bregenz verfügt die illwerke vkw über einen weiteren Standort in Vandans im Montafon. Im Montafon befinden sich viele Kraftwerksanlagen der illwerke vkw, insbesondere die großen Pumpspeicherkraftwerke und Stauseen. Das Verwaltungsgebäude in Vandans wurde als Holz-Hybrid-Gebäude errichtet und war bei seiner Fertigstellung im Jahr 2014 das größte Holzgebäude in Österreich. Das Gebäude mit der Bezeichnung LCT TWO reicht zu einem Viertel in ein Speicherbecken hinein. Sowohl in Bregenz als auch in Vandans werden Lehrlinge in verschiedenen Lehrberufen ausgebildet.
Die illwerke vkw AG verfügt über verschiedene Beteiligungen in Österreich und in Deutschland. Eine wesentliche Tochtergesellschaft in Österreich ist die Vorarlberger Energienetze GmbH, welche für den Betrieb und die Instandhaltung des Strom- und Gasnetzes in Vorarlberg zuständig ist. Die zentrale Tochtergesellschaft in Deutschland ist die illwerke vkw Deutschland GmbH mit Sitz in Lindenberg im Allgäu.

## Geschäftsfelder
Die illwerke vkw AG betätigt sich in den Geschäftsfeldern Energieerzeugung, Energie-Produkte, Energienetze, Tourismus und Telekommunikation.

### Energieerzeugung

#### Wasserkraftwerke
Die Wasserkraftwerke der illwerke vkw befinden sich aufgrund der topografischen Gegebenheiten vorwiegend im Montafon und im Bregenzerwald. Eine tabellarische Übersicht der von der illwerke vkw betriebenen Wasserkraftwerke:
| Name                           | erbaut durch            | Inbetriebnahme    | Fallhöhe (m) | Turbinen           | Anzahl Generatoren | Gesamt-Nennleistung Generatoren (MVA) | Engpassleistung (MW) | maximale Leistungsaufnahme im Pumpbetrieb (MW) | Regelarbeitsvermögen (GWh/Jahr) |
| ------------------------------ | ----------------------- | ----------------- | ------------ | ------------------ | ------------------ | ------------------------------------- | -------------------- | ---------------------------------------------- | ------------------------------- |
| Kraftwerk Alberschwende        | Vorarlberger Kraftwerke | 1992              | 96           | 2 Francis-Turbinen | 2                  | 36                                    | 28                   |                                                | 96,4                            |
| Kraftwerk Andelsbuch           | Vorarlberger Kraftwerke | 1908              | 62           | 5 Francis-Turbinen | 5                  | 20                                    | 15,1                 |                                                | 50,5                            |
| Kraftwerk Ebensand             | Vorarlberger Kraftwerke | 1899              | 174          | 2 Pelton-Turbinen  | 2                  | 2,3                                   | 1,8                  |                                                | 7                               |
| Kraftwerk Unterstufe Gampadels | Vorarlberger Kraftwerke | 1925              | 392          | 3 Pelton-Turbinen  | 3                  | 13                                    | 12                   |                                                | 28,1                            |
| Kraftwerk Oberstufe Gampadels  | Vorarlberger Kraftwerke | 1989              | 479          | 2 Pelton-Turbinen  | 2                  | 6                                     | 4,8                  |                                                | 12                              |
| Kraftwerk Klösterle            | Vorarlberger Kraftwerke | 1997              | 324          | 2 Francis-Turbinen | 2                  | 18                                    | 16                   |                                                | 60,5                            |
| Kraftwerk Langenegg            | Vorarlberger Kraftwerke | 1979              | 280          | 2 Francis-Turbinen | 2                  | 86                                    | 73                   |                                                | 211                             |
| Kraftwerk Unterstufe Lutz      | Vorarlberger Kraftwerke | 1959              | 72           | 2 Francis-Turbinen | 2                  | 12                                    | 8,4                  |                                                | 38,2                            |
| Kraftwerk Oberstufe Lutz       | Vorarlberger Kraftwerke | 1967              | 130          | 1 Francis-Turbine  | 1                  | 24                                    | 19,3                 |                                                | 73,6                            |
| Kraftwerk Rieden               | Vorarlberger Kraftwerke | 1891, Neubau 2005 | 7            | 1 Kaplan-Turbine   | 1                  | 2,3                                   | 0,9                  |                                                | 5,9                             |
| Kopswerk I                     | Vorarlberger Illwerke   | 1969              | 780          | 6 Pelton-Turbinen  | 3                  | 306                                   | 288                  |                                                | 392                             |
| Kopswerk II                    | Vorarlberger Illwerke   | 2008              | 818          | 3 Pelton-Turbinen  | 3                  | 600                                   | 525                  | 480                                            | ?                               |
| Latschauwerk                   | Vorarlberger Illwerke   | 1950              | 27           | 2 Kaplan-Turbinen  | 2                  | 10                                    | 9                    |                                                | 22                              |
| Lünerseewerk                   | Vorarlberger Illwerke   | 1958              | 974          | 5 Pelton-Turbinen  | 5                  | 325                                   | 280                  | 224                                            | 371                             |
| Obervermuntwerk I              | Vorarlberger Illwerke   | 1943              | 291          | 2 Francis-Turbinen | 2                  | 38                                    | 30                   |                                                | 45                              |
| Obervermuntwerk II             | Vorarlberger Illwerke   | 2019              | 291          | 2 Francis-Turbinen | 2                  | 400                                   | 380                  | 360                                            | ?                               |
| Rellswerk                      | Vorarlberger Illwerke   | 2017              | 522          | 1                  | 1                  | 16                                    | 15                   | 12                                             | 18                              |
| Rifawerk                       | Vorarlberger Illwerke   | 1969              | 34           | 2 Dériaz-Turbinen  | 2                  | 10                                    | 9                    | 8                                              | 8                               |
| Rodundwerk I                   | Vorarlberger Illwerke   | 1943              | 354          | 4 Francis-Turbinen | 4                  | 236                                   | 198                  | 41                                             | 332                             |
| Rodundwerk II                  | Vorarlberger Illwerke   | 1976              | 354          | 1 Francis-Turbine  | 1                  | 345                                   | 295                  | 286                                            | 486                             |
| Vermuntwerk                    | Vorarlberger Illwerke   | 1930              | 714          | 5 Pelton-Turbinen  | 5                  | 165                                   | 157                  |                                                | 260                             |
| Walgauwerk                     | Vorarlberger Illwerke   | 1984              | 162          | 2 Francis-Turbinen | 2                  | 106                                   | 86                   |                                                | 356                             |

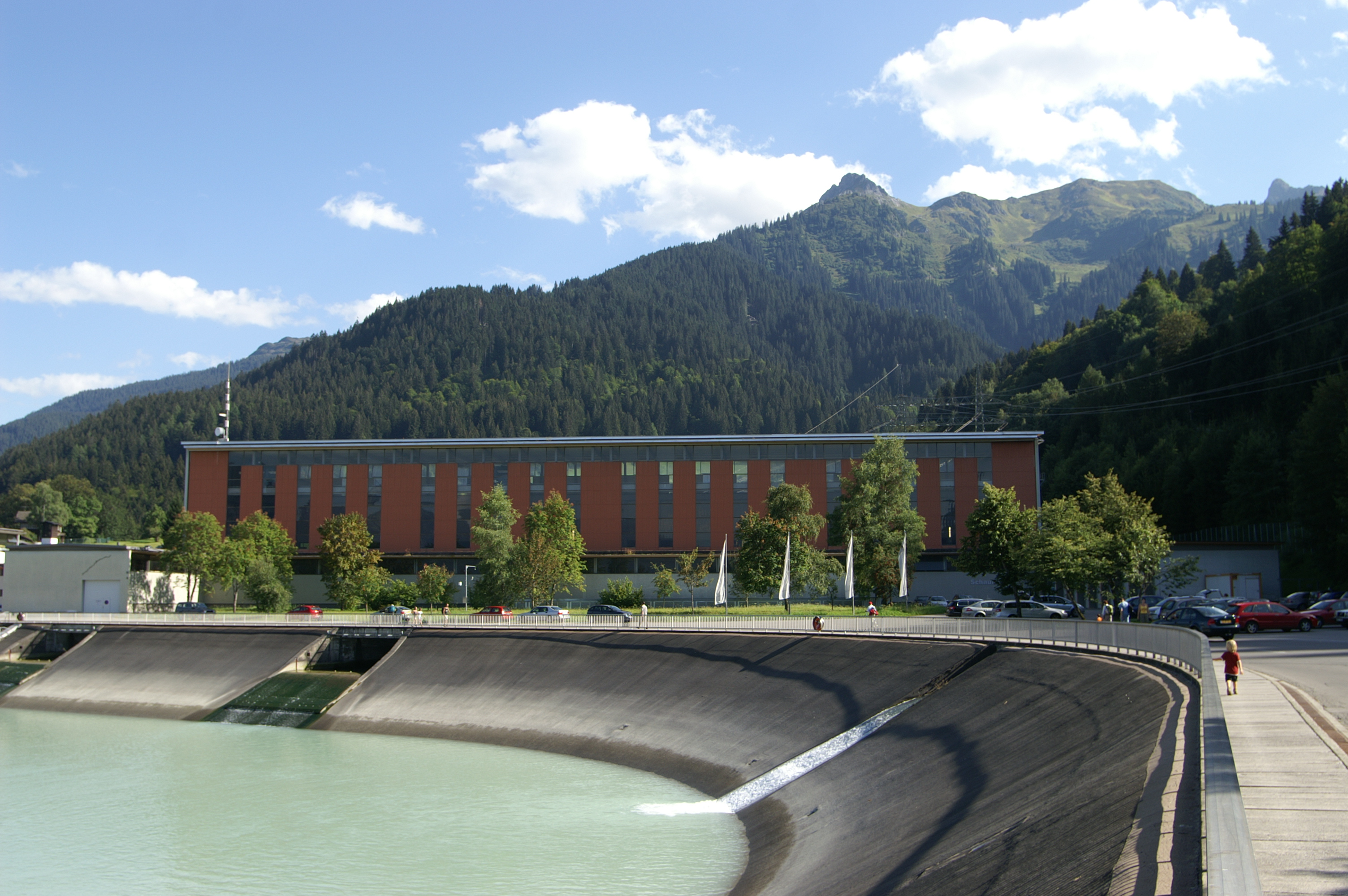
Speichersee Latschau und Lünerseewerk
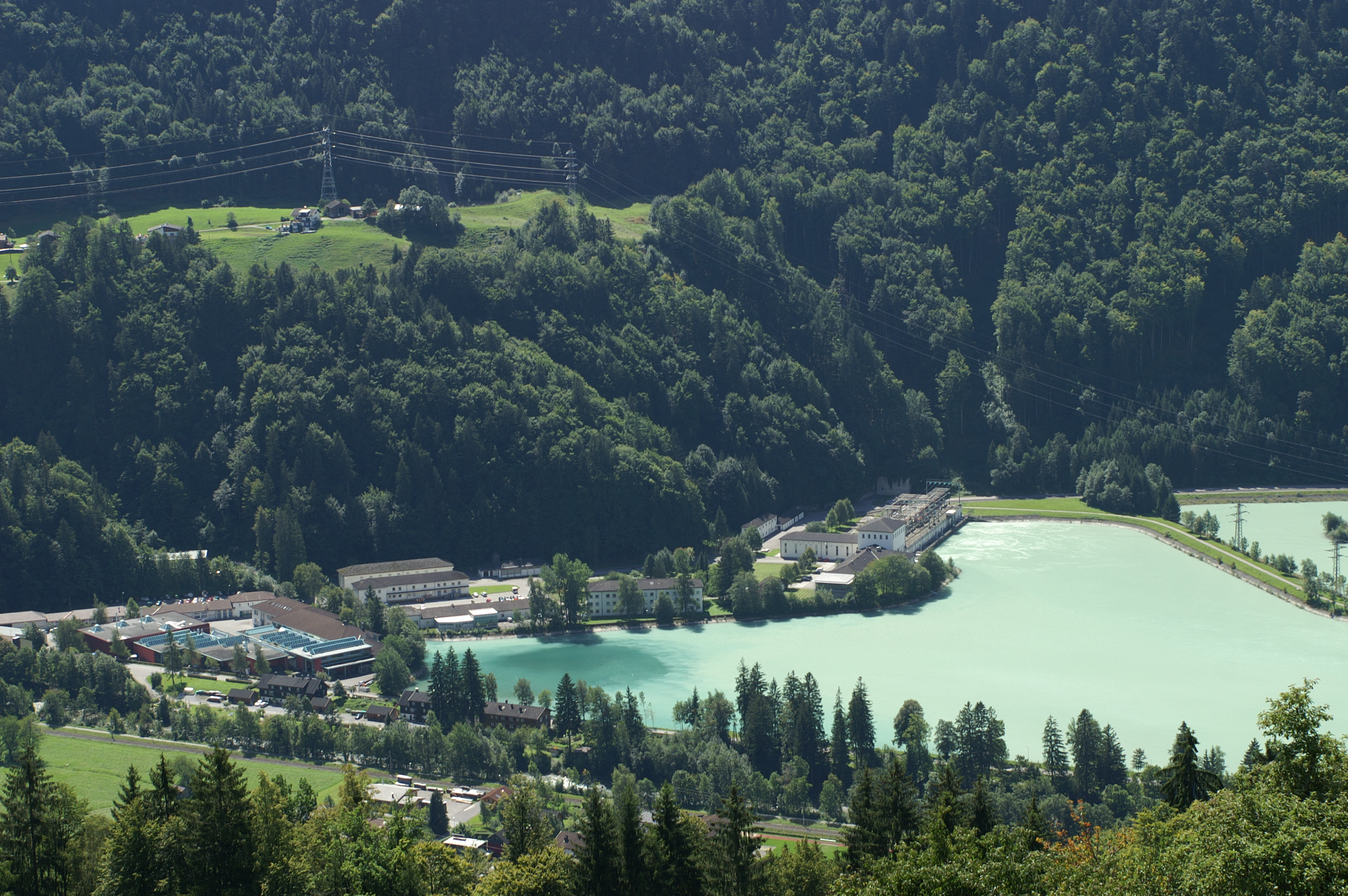
KW Rodund I+II bei Vandans
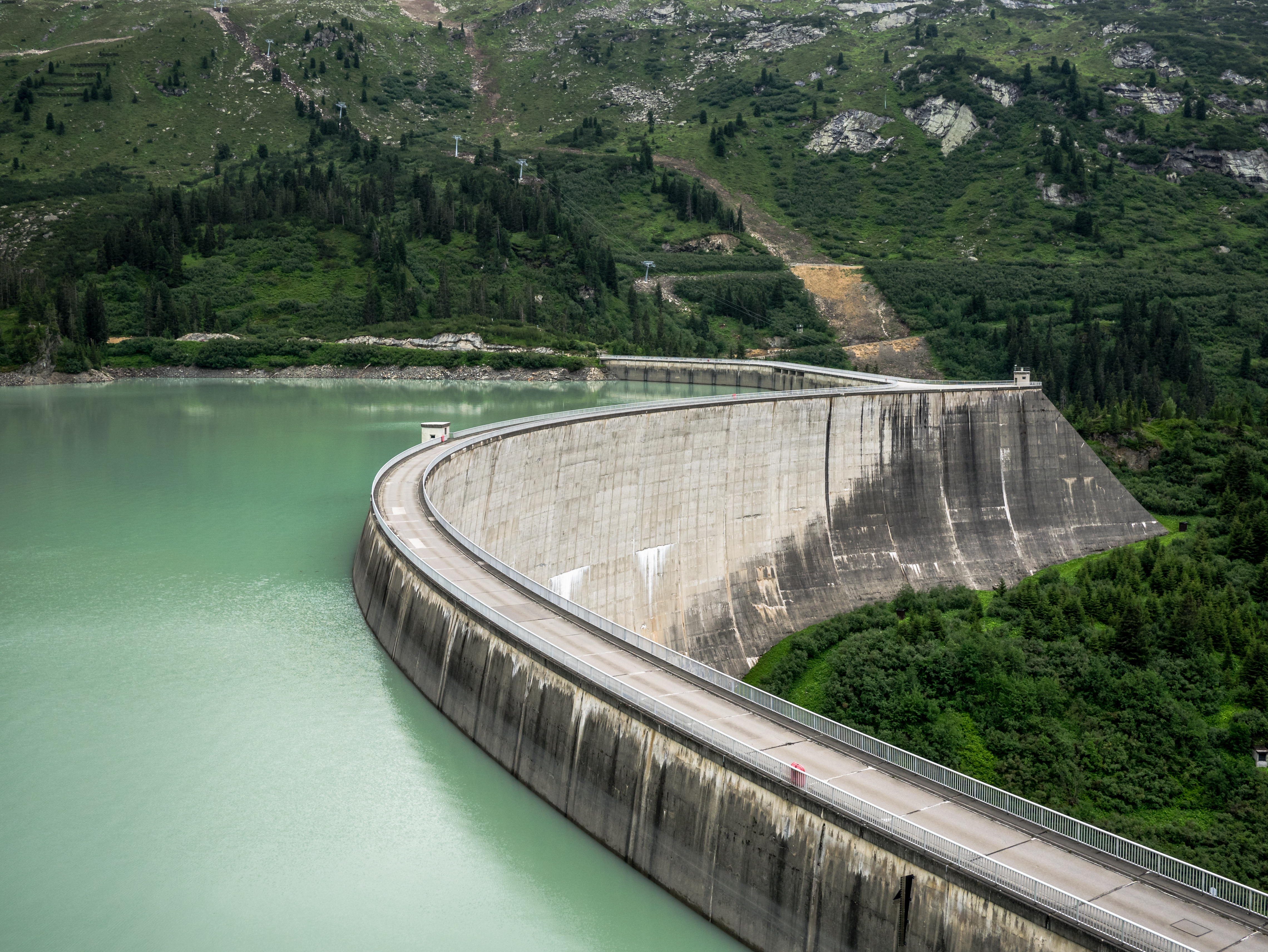
Kopssee

Darüber hinaus betreibt die illwerke vkw AG noch folgende Kleinwasserkraftwerke:
- Alvierbach
- Argenbach
- Bolgenach
- Brunnenfeld
- Dabaladabach
- Dürrenbach
- Nüziders
- Rankweil
- Schoppernau
- Stubenbach
- Tschambreu
- Walkerbach/Lech

Die Kleinwasserkraftwerke Argenbach, Dürrenbach, Ebensand, Nüziders, Schoppernau und Walkerbach/Lech bringen Leistungen zwischen 45 kW und 7 MW. Diese automatisch arbeitenden Laufkraftwerke werden jeweils von den in der Nähe befindlichen größeren Kraftwerken aus betreut.

#### Windkraftanlagen
- Windpark Rapshagen, Brandenburg, Deutschland[34]
- Windpark Schneeberg, Rheinland-Pfalz, Deutschland[35][36]
- Windpark Völkersen, Niedersachsen, Deutschland
- Windpark Wintersteinchen, Saarland, Deutschland[34]

#### Energiehandel
Die illwerke vkw handelt Strom in den Marktgebieten Österreich und Deutschland (Westallgäu) sowie Erdgas in den österreichischen Marktgebieten Vorarlberg/Tirol und im deutschen Marktgebiet der Trading Hub Europe. Der Energiehandel wird über die Strombörsen EPEX SPOT und Energy Exchange Austria sowie an der Gasbörse PEGAS und auf den bedeutendsten europäischen Broker-Handelsplattformen abgewickelt.

### Versorgung und Dienstleistung
Die illwerke vkw bietet unter dem Produktnamen „vkw“ verschiedene Strom-, Ökostrom-, Erdgas- und Biogasprodukte für Haushalts-, Geschäfts- und Großkunden an, errichtet und betreibt Nahwärmenetze und vertreibt Photovoltaikprodukte, Wärmepumpen und Ladeinfrastruktur für die Elektromobilität.

#### illwerke vkw Deutschland
Die Energielieferung auf deutschem Gebiet erfolgt durch die illwerke vkw Deutschland GmbH, eine 100-prozentige Tochtergesellschaft der illwerke vkw AG. Die deutsche Gesellschaft bietet neben Energieversorgung und -dienstleistungen auch Telekommunikationsdienstleistungen im deutschen Markt an.

### Energienetze

#### vorarlberg netz

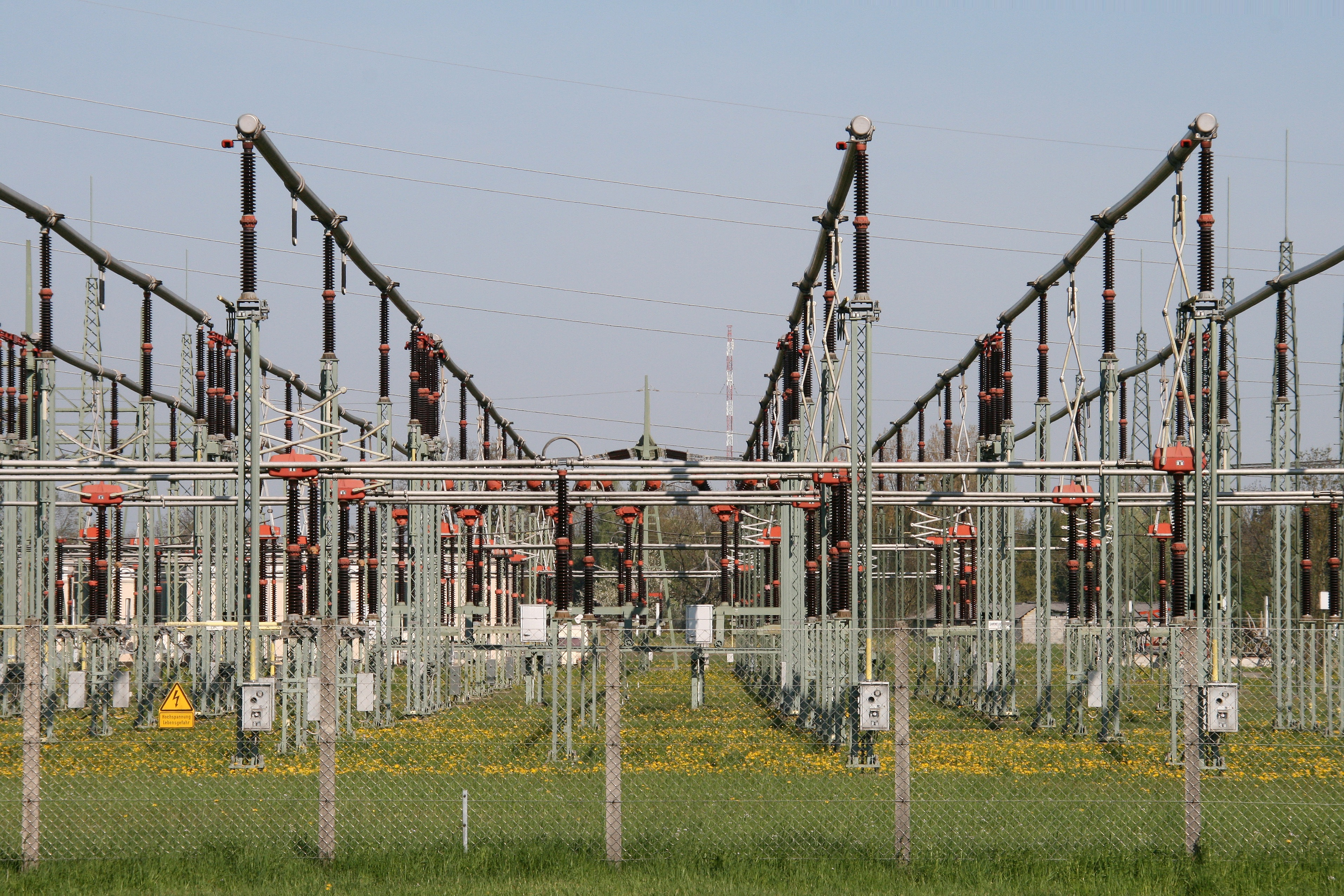
Hochspannungsschaltanlage von vorarlberg netz im Umspannwerk Werben in Dornbirn

Die Vorarlberger Energienetze GmbH (kurz: vorarlberg netz) mit Hauptsitz in Bregenz ist für den Betrieb, die Instandhaltung und den Ausbau des Vorarlberger Strom- und Erdgasnetzes verantwortlich. Das Unternehmen befindet sich zu 87,67 % im Besitz der illwerke vkw AG (Stand 2025). Weitere Gesellschafter der vorarlberg netz sind die illwerke vkw Deutschland GmbH mit 6,26 % sowie die Genossenschaften Vorarlberger Kommunale Energieförderplattform und Vorarlberger Energieförderplattform mit 4,46 % bzw. 1,61 %.

#### e-netze allgäu
Die Elektrizitätsnetze Allgäu GmbH (kurz: e-netze allgäu) mit Sitz in Lindenberg im Allgäu ist verantwortlich für den Betrieb, die Instandhaltung und den Ausbau des Stromnetzes in einem Teil der Region Westallgäu. Das Versorgungsgebiet umfasst die Stadt Lindenberg sowie eine Reihe weiterer Gemeinden in der Umgebung von Lindenberg, die gleichzeitig Gesellschafter der e-netze allgäu sind. Daneben befindet sich das Unternehmen zu 50 % im Besitz der illwerke vkw AG (Stand 2025).

### Tourismus

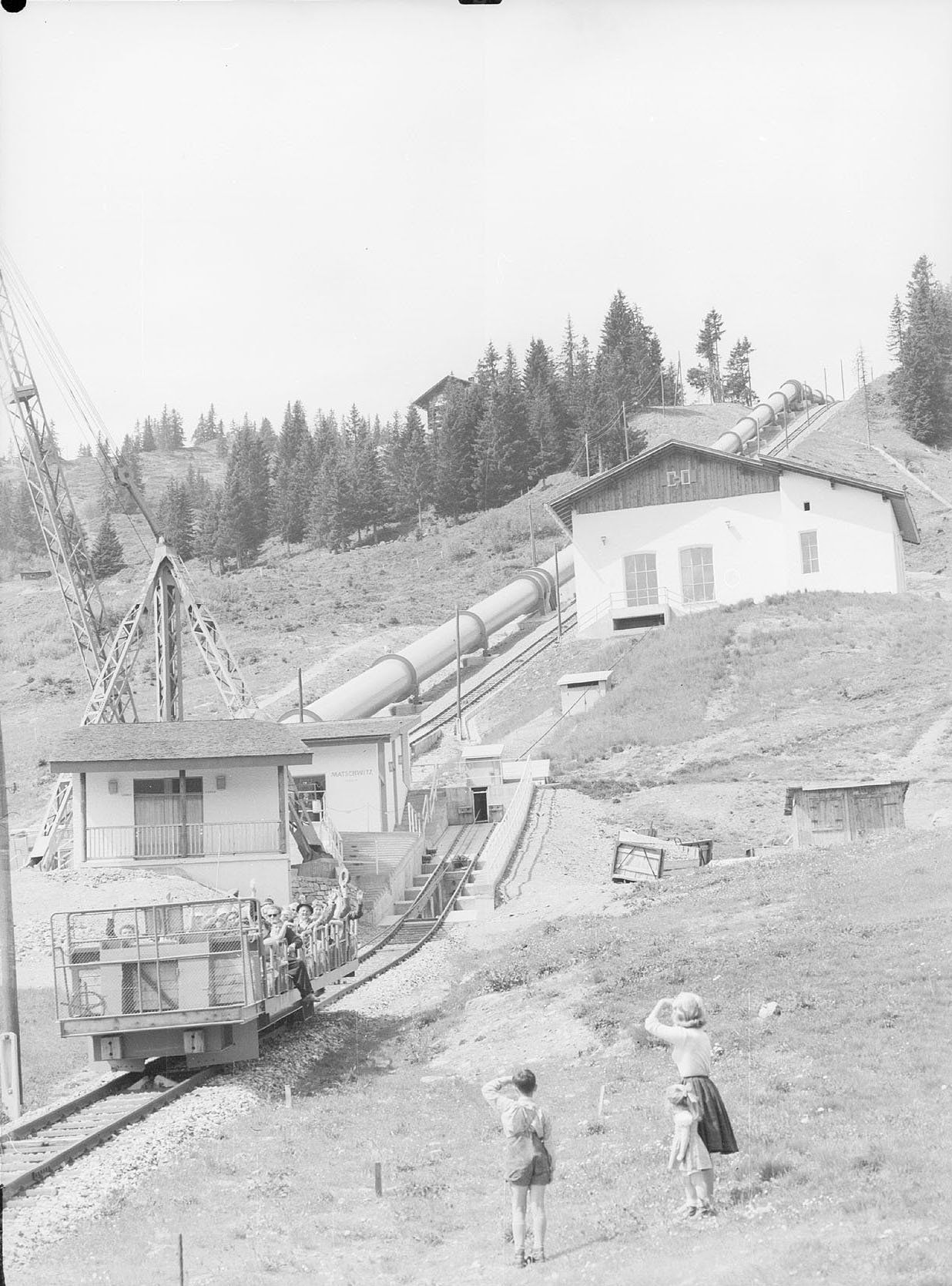
Golmerbahn, Mittelstation Matschwitz (um 1960)

Die Golm Silvretta Lünersee Tourismus GmbH ist eine 100-prozentige Tochtergesellschaft der illwerke vkw AG. Das Unternehmen betreibt unter anderem die Silvretta-Hochalpenstraße, das Wintersport- und Wandergebiet Golm, die Tafamuntbahn, die Vermuntbahn und die Lünerseebahn sowie mehrere gastronomische Einrichtungen, das Hotel Silvrettahaus auf der Bielerhöhe und drei Schutzhütten: im Rätikon die Douglasshütte auf 1979 m ü. A. und das Haus Matschwitz auf 1500 m ü. A. sowie in der Silvretta das Madlenerhaus auf 1986 m ü. A.
Golm Silvretta Lünersee Tourismus war im Jahr 2018 die erste klimaneutrale Tourismus-Destination in Österreich. Ziel ist es, den eigenen CO2-Fußabdruck möglichst klein zu halten.

### Telekommunikation
In Zusammenarbeit mit den Gemeinden baut die illwerke vkw die Glasfaser-Infrastruktur aus und stellt diese den Betreibern über ein „Open Access“-Modell zur Verfügung. Selbst tritt die illwerke vkw dabei nicht als Internetdienstanbieter in Erscheinung. Besonders ländliche Regionen, wie der Bregenzerwald und das Montafon, erhalten durch das „Open Access“-Modell einen Breitband-Internetzugang. Rund 60.000 Haushalte in Vorarlberg sollen laut einem Bericht von 2024 ab 2026 durch das Modell einen schnelleren Internetzugang erhalten, was rund 30 % der gesamten Haushalte in dem Bundesland entspräche.

## Nachhaltigkeit
Das Unternehmen arbeitet seit Jahrzehnten an Projekten mit Wasserkraft als regenerativer Energiequelle. Zudem ist die illwerke vkw AG als Energieversorger in Projekte des Landes Vorarlberg eingebunden, bei denen die öffentlichen Verkehrsmittel umweltfreundlicher werden sollen. Die Bahn wird mit aus Wasserkraft erzeugtem Strom betrieben. Auch werden rund 60 E-Busse an mehreren Standorten eingesetzt, die aus Gründen der Klimaneutralität vor Ort gebaut werden. In einer Studie der Umweltorganisationen Global 2000 und des WWF-Stromanbieterchecks aus dem Jahr 2024 schnitt die illwerke vkw AG von allen Landesversorgern in Österreich am besten ab, vor allem aufgrund ihres hohen Anteils an erneuerbarer Energie.